# Otter Tail megye
Otter Tail megye az Amerikai Egyesült Államokban, azon belül Minnesota államban található. Megyeszékhelye és legnagyobb városa Fergus Falls. Lakosainak száma 60 081 fő (2020. április 1.). Otter Tail megye Becker, Douglas, Grant, Wadena, Todd, Wilkin és Clay megyékkel határos.

## Népesség
A megye népességének változása:
| Lakosok száma | 56 588 | 57 262 | 57 343 | 57 328 | 57 581 | 57 716 | 60 081 |
|               | 2009   | 2010   | 2011   | 2012   | 2013   | 2015   | 2020   |